# Pierre Simon (dessinateur)
Pour les articles homonymes, voir Simon et Pierre Simon.
 (mai 2018).
Si vous disposez d'ouvrages ou d'articles de référence ou si vous connaissez des sites web de qualité traitant du thème abordé ici, merci de compléter l'article en donnant les références utiles à sa vérifiabilité et en les liant à la section « Notes et références ».

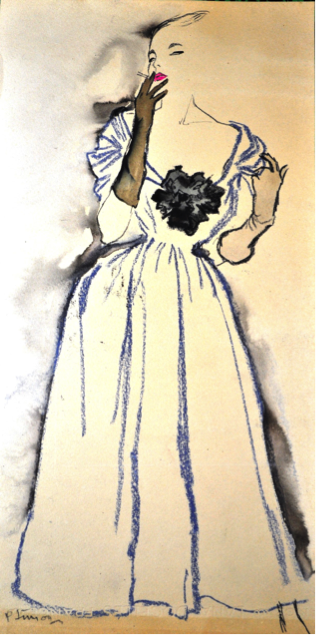
Dessin de mode de Pierre Simon.

Pierre Simon, né le 7 octobre 1907 à Paris et mort le 30 janvier 1999 dans la même ville, est un illustrateur, peintre et dessinateur français.

## Carrière
Pierre Simon est le fils de César Simon, pharmacien, et d’Émilie Clerc. Il grandit à Paris. À 18 ans, il fait son service militaire dans la Marine, ce qui lui vaudra, pendant la Seconde Guerre mondiale, d’être appelé en tant que reporter photo sur le croiseur Foch à Toulon[réf. nécessaire].
Diplômé de l’école des Beaux-Arts de Paris, il fréquentera l’Académie de la Grande Chaumière. En janvier 1927, alors âgé de 19 ans, son premier dessin paraît dans le magazine de mode américain Harper's Bazaar. Illustrant principalement pour la mode, il a travaillé avec Jeanne Lanvin, Balenciaga, Christian Dior, Hubert de Givenchy, Jacques Fath et bien d'autres mais aussi pour la joaillerie avec Boucheron ou encore Van Cleef & Arpels.
Ses dessins ont été publiés dans la presse : Adam, Le Figaro Magazine, Harper's Bazaar, L’Officiel, Vogue (français et International), Votre enfant.
En 1951, il tourne dans un film publicitaire réalisé par Robert Petiot pour la présentation de la collection du printemps 1951 de Dior. Dans les années 1960, il réalise, à la demande du général de Gaulle, le portrait de ce dernier[réf. nécessaire].
Il expose ses dessins lors de diverses expositions : en 1943 à la Galerie Charpentier lors de l’exposition Scènes et figures parisiennes et en 1994 au Musée Galliera lors de l’exposition Jacques Fath, Les années 1950[réf. incomplète].
L'exposition de Van Cleef & Arpels « When Elegance Meets Art » qui s'est déroulé du 21 avril 2018 au 05 août 2018  au Today Art Museum de Pékin, présentait dans une vidéo, un dessin de Pierre Simon représentant la place Vendôme[source secondaire souhaitée].
En mars 2022, la maison d'édition Glénat choisit pour la couverture de l'ouvrage Fait main sur l'histoire de la ganterie grenobloise, une illustration de Pierre Simon, datant de 1949 réalisée pour les Gants Perrin[source secondaire souhaitée].

## Vie privée
Sa femme, Marie-Madeleine Lacourège, dite « Marylène », (née le 13 février 1919 et morte en 1999), fut sa muse. Elle est représentée dans bon nombre de ses dessins. En 1954, ils ont une fille, Bertille. 

## Expositions
- 21 avril 2018 - 5 août 2018 : Van Cleef & Arpels - When Elegance meets Art au Today Art Museum de Beijing (Chine)[8]
- 18 mai 2018 : Les Zazous chez Madame Louis (Paris 4e).
- 25 mars 2022 - 19 juin 2023 : Affiche de l'exposition "Fait Main" au Musée Dauphinois Grenoble. Dessin pour les gants Perrin 1949 [9]